# سیارک ۳۳۴۸۰
سیارک ۳۳۴۸۰ (به انگلیسی: 33480 Bartolucci، نامگذاری:1999GA1) سی و سه هزار و چهارصد و هشتادمین سیارک کشف شده‌است که در ۴ آوریل ۱۹۹۹ کشف شد.